# Kuća Krulc u Mariji Gorici
Kuća Krulc se nalazi u mjestu Marija Gorica.

## Opis
Prizemnica L tlocrta podignuta u središtu naselja zabatnim pročeljem je orijentirana prema ulici, a uzdužnim, glavnim, prema parku. Na pravokutno glavno krilo veže se, s dvorišne strane, gospodarsko krilo, a povezuje ih zidani natkriti trijem. Ispod dijela kuće, zbog razlike u nivou terena, formiran je podrum svođen pruskim svodom. Glavno pročelje ima pet prozorskih osi od kojih je na središnjoj, nekadašnjem ulazu, dozidan pravokutni erker. Kuća je građena u drugoj pol. 19. st., a preoblikovana početkom 20. st.

## Zaštita
Pod oznakom Z-3525 zaveden je kao nepokretno kulturno dobro - pojedinačno, pravna statusa zaštićena kulturnog dobra, klasificirano kao "sakralna graditeljska baština".